# Waaigat (Curaçao)

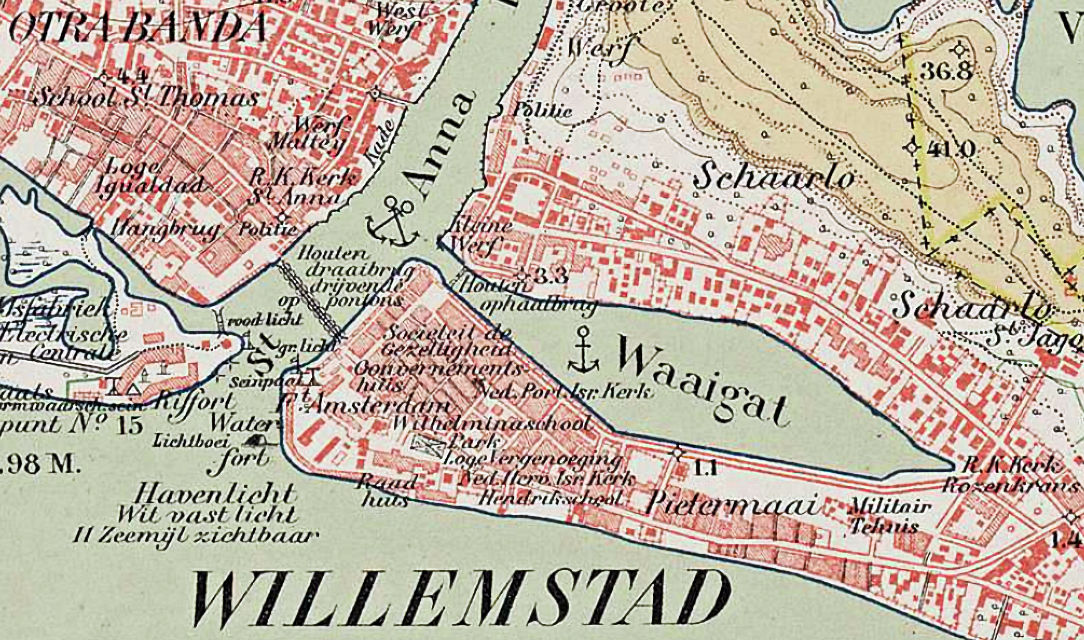
Het Waaigat op een topografische kaart (1911)

Curaçao: Waaigat en stadswal in 1860-1862, getekend door Gerard Voorduin en gelithografeerd door jhr. J.E. van Heemskerck van Beest.

Het Waaigat is een baai en natuurlijke haven op het eiland Curaçao, ten oosten van de Sint Annabaai waarmee het wordt verbonden met de Caraïbische Zee. De binnenwateren Waaigat, de Sint Annabaai en het Schottegat bestrijken samen een oppervlakte van ongeveer 10 km².
Het Waaigat ligt ingeklemd tussen de wijken Punda en Pietermaai in het zuiden en Scharloo in het noorden. Aanvankelijk was het gat groter, delen ervan werden vanaf de 19e eeuw gedempt. In 1887 werd om het Waaigat de eerste lijn van de Curaçaose tram aangelegd. De oevers worden verbonden door de Koningin Wilhelminabrug (1928, vervangen in 2005) en de Prinses Amaliabrug (2016). 
Het Waaigat biedt plaats aan de drijvende markt van Willemstad. In 1957 werd aan de rand van het water het Monument voor de gevallenen van Fred Carasso geplaatst, waar sindsdien de jaarlijkse Nationale Dodenherdenking plaatsvindt.

## Foto's

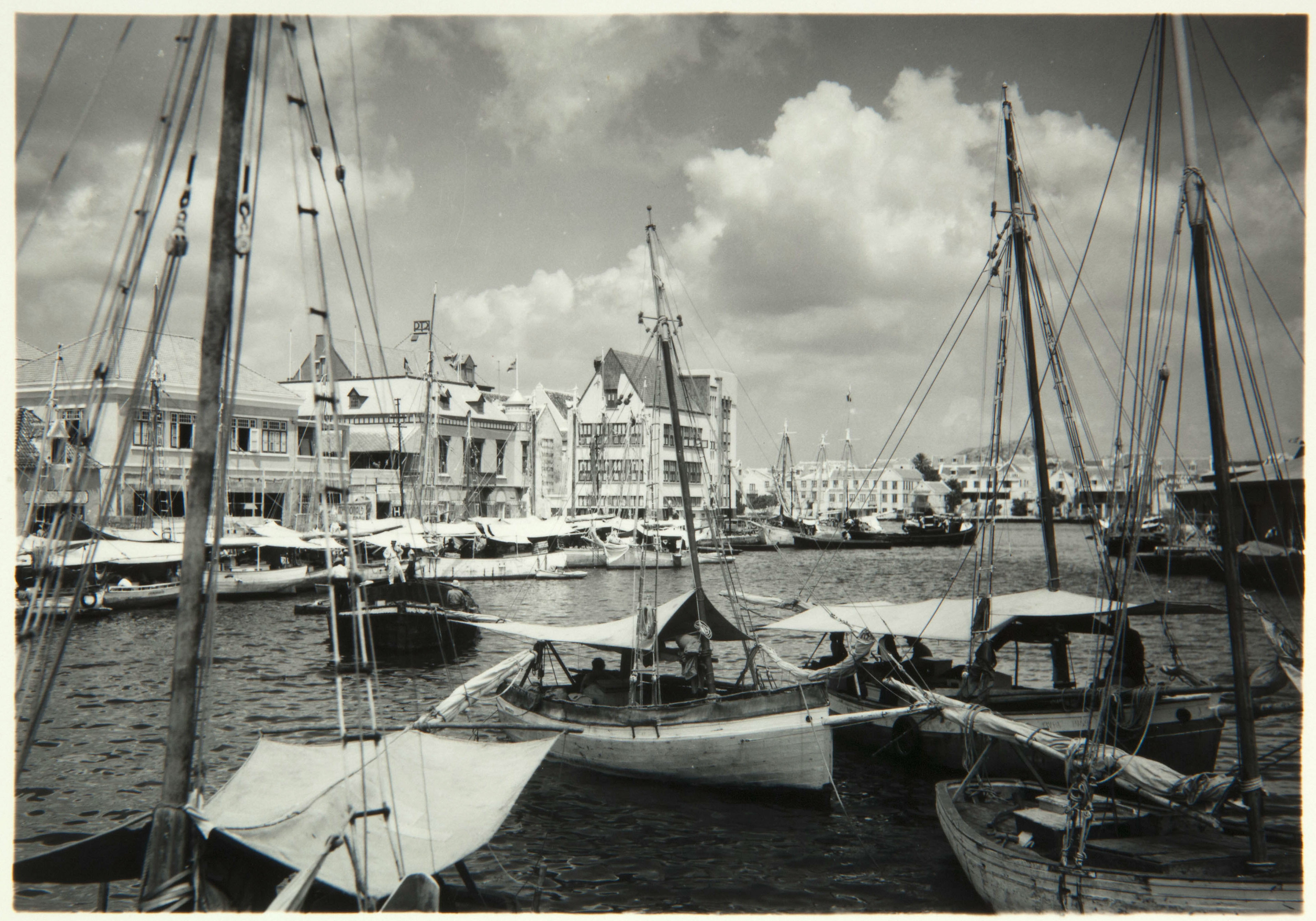
De drijvende markt
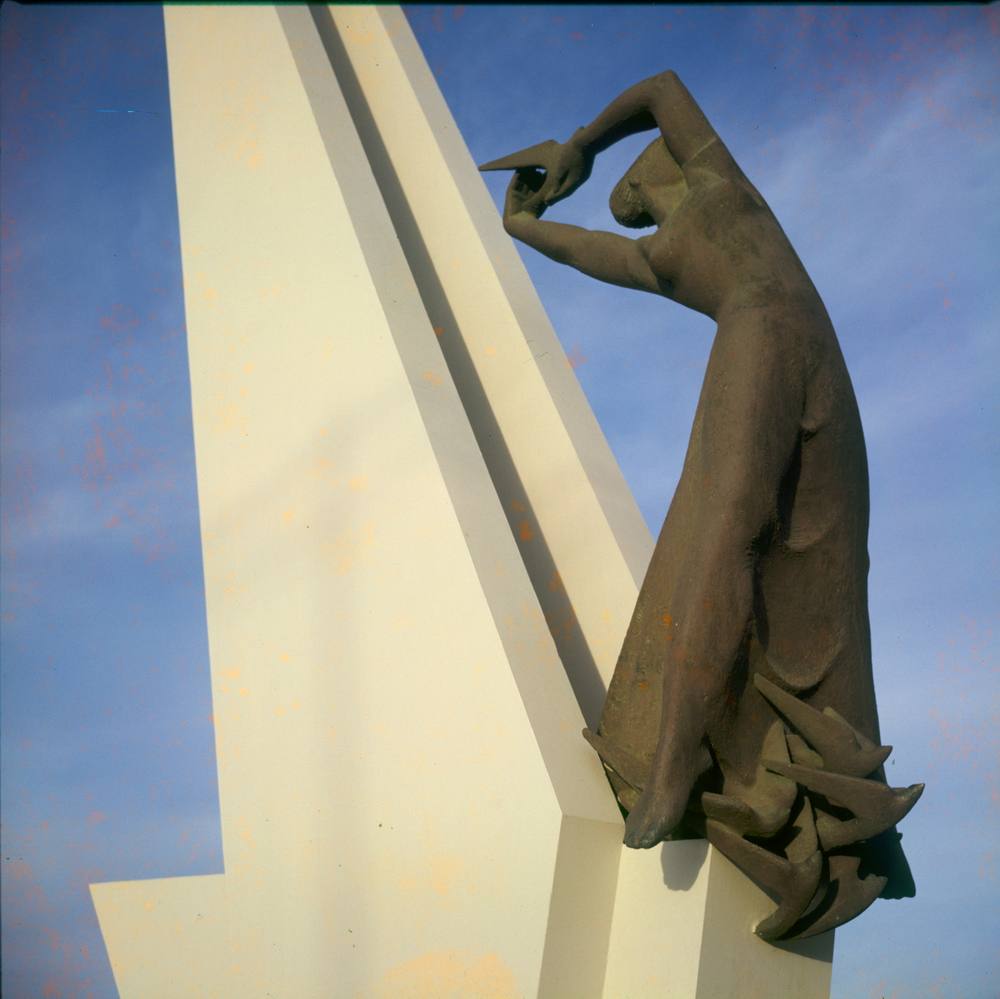
Detail van het Monument voor de gevallenen
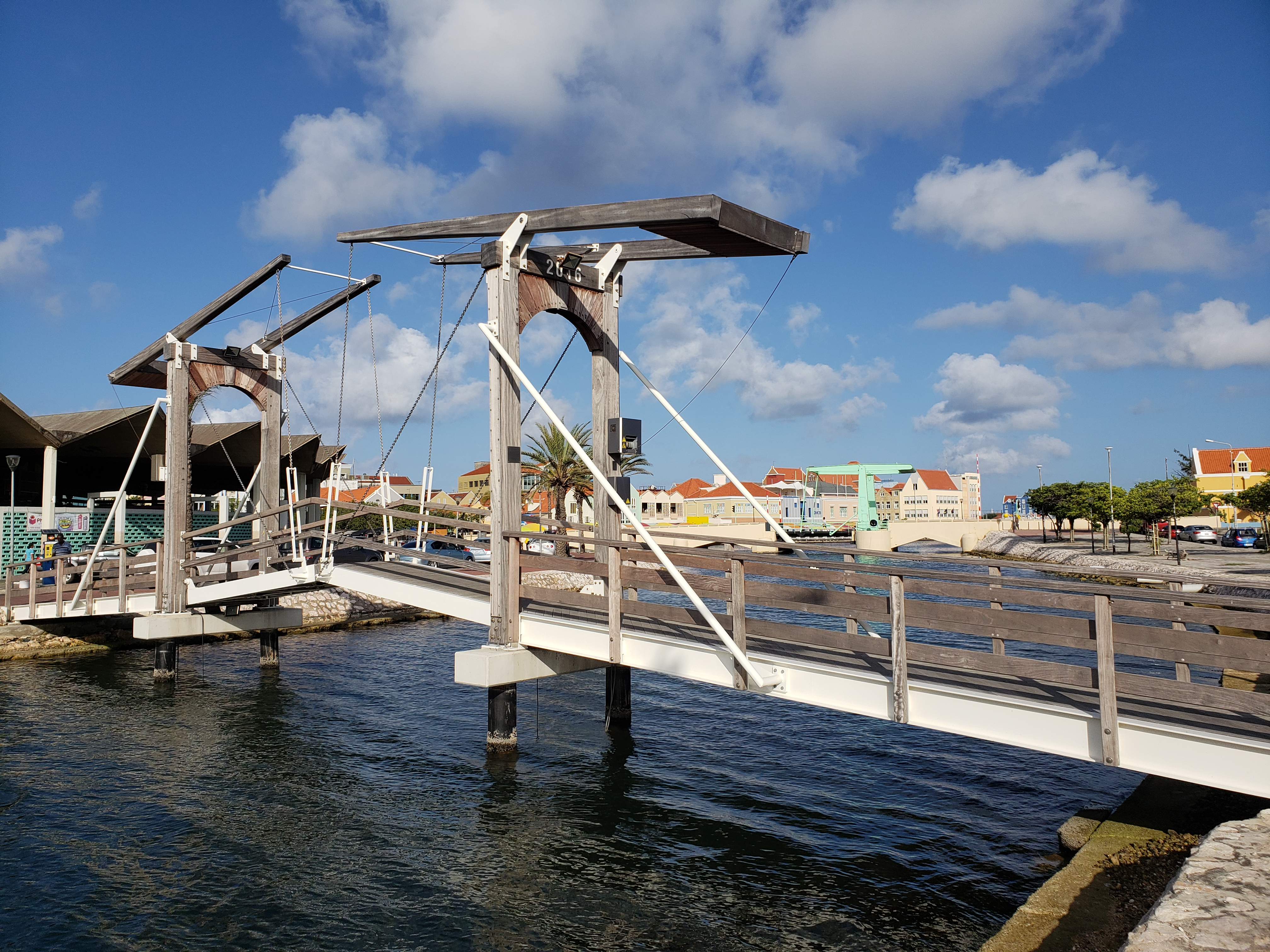
Prinses Amaliabrug